# 用牛皮量地
用牛皮量地，或稱牛皮換地、牛皮得地、牛皮騙地、牛皮割地、牛皮蓋地、一塊牛皮等，是一類型的騙子故事，為外地人以牛皮欺騙本地人的土地。

## 源頭
這類傳說故事，為外來者欺騙當本方說只需要借、租、買、索一張牛皮大小的地就好，本地人答應後，外來者居然將牛皮切成細絲連成線，圈出一大片土地，被騙的本地人卻為信守約定而勉強接受，此在阿爾奈-湯普森分類法歸類編號為AT 2400的「用牛皮量地」，民俗學者池田弘子則標明此為「說謊借地」。最早見諸史冊是阿庇安《羅馬史》、維吉爾《埃涅阿斯纪》中的腓尼基建國神話，故事為從泰尔逃亡的狄多公主在北非突尼斯建立希臘文為牛皮之意的畢爾莎（βύρσα）。學界有看法是認為此傳說的產生是源自古歐洲人以牛獻祭土地的宗教儀式，為切碎的牛皮和土地之關係。

## 流傳
在地域化的過程中，它的面貌除「一牛皮之地」外，還有變體是「容膝之地」、「一袈裟之地」、「一望之地」、「一箭之地」、「一頭巾之地」等。

### 西班牙殖民者扮演騙方
在大航海時代，明朝的張燮《東西洋考》、何喬遠《名山藏》皆錄西班牙人以牛皮欺騙呂宋的菲律賓人。在後來《明史》也引用此說。龔纓晏在〈「牛皮得地」故事的流传〉認為當時明朝士大夫以此故事用來打擊明朝天主教。

### 葡萄牙殖民者扮演騙方
《澳門記略》記載葡萄牙人以此騙到澳門，開始澳門殖民地時期。朱偰在1945年9月23日投稿《中央日報》的〈澳門應即收回之理由〉就以此作要求還地的理由之一，寫道：「澳門之失，實由於積漸相承，初由於葡人欺騙，繼由於租借，最後則反客爲主，實行佔領。與西班牙人之於呂宋，初則卑詞乞地如牛皮大，繼則縫數百牛皮爲一張以求地，終由實行佔領，其狡獪欺詐，先後如出一轍。故葡人之得澳門，實由於欺騙，而葡人之所以保有澳門，則由於賄賂。現聯合國憲章訂立，國際關係之重建，基於公理正義，故澳門即應予以收回。」

### 荷蘭殖民者扮演騙方
臺灣版的故事基本架構是荷蘭人作騙子，開啟臺灣荷蘭統治時期，被騙的土地主人隨記錄者不同而有不同的指涉。
康熙年間，1684年由蔣毓英等人發起的《臺灣府志》記載天啟元年（1621年）來臺的顏思齊與倭寇之後被荷蘭人騙地。1715年8月，耶穌會士馮秉正（Joseph de Mailla）在江西省九江府寫給德科洛尼亚神父（P. de Colonia）的信，提及日本人於1620年代被荷蘭人騙走日後為熱蘭遮城的土地。王必昌在乾隆年間的《重修臺灣縣志》就懷疑倭寇狡猾怎麼可能甘願被騙？他也認為牛皮線不可能圍起這麼大的地，佔據時間也不對。1822年川口長孺的《臺灣割據志》也有此說法，但認為是傳聞。王瑛曾重修、1764年印行的《鳳山縣志》變成臺灣原住民為被騙者。
在古典臺灣文學詩歌也可見此典故。
| 作者   | 作品                             | 詩詞                             | 出處             |
| ------ | -------------------------------- | -------------------------------- | ---------------- |
| 高拱乾 | 〈臺灣賦〉                       | 一自地借牛皮，謀成鬼伎。         | 《續修臺灣府志》 |
| 錢琦   | 〈赤嵌樓〉                       | 牛皮一席地，芳草自年年。         | 《重修臺灣縣志》 |
| 朱仕玠 | 〈赤嵌城〉                       | 紅夷誆牛皮，城築誅茅塞。         | 《小琉球漫誌》   |
| 謝家樹 | 〈赤嵌夕照〉                     | 牛皮今剝落，尚有赤嵌樓。         | 《重修臺灣縣志》 |
| 章甫   | 〈赤嵌城懷古〉                   | 自恃雄心來鷁首，枉教狡計借牛皮。 | 《半崧集》       |
| 章甫   | 〈次廣文吳友山臺陽懷古雜詠元韻〉 | 借地牛皮何處是，漁翁指點渡安平。 | 《半崧集》       |
| 施鈺   | 〈渡臺灣溝〉                     | 不信牛皮地，如何別有溝。         | 《臺灣別錄》     |
| 陳維英 | 〈淡北八景〉                     | 地借牛皮不計年，荷蘭征址剩荒煙。 | 《偷閒集》       |
| 劉家謀 | 〈海東雜詩〉                     | 一片牛皮地，居然闢大都。         | 《觀海集》       |
| 劉家謀 | 〈紅毛樓懷古〉                   | 東海鯨魚亦自奇，百年侵地返牛皮。 | 《觀海集》       |
| 謝道隆 | 〈割臺書感〉                     | 牛皮地割毛難屬，虎尾溪流血未乾。 | 《小東山詩存》   |
| 施士洁 | 〈臺灣雜感和王蔀畇孝廉韻〉       | 橫飛鹿耳空中艦，寸剪牛皮島外庭。 | 《後蘇龕詩鈔》   |
| 丘逢甲 | 〈臺北秋感〉                     | 蛇足談功諸將略，牛皮借地狡夷心。 | 《柏荘詩草》     |
| 魏清德 | 〈題鄭成功受荷人乞降圖〉         | 牛皮翦縷謀何姦，父老愴懷暗流涕。 | 《潤庵吟草》     |
| 林維朝 | 〈安平懷古〉                     | 地剪牛皮荷鬼遁，門登鹿耳草雞鳴。 | 《怡園吟草》     |
| 蘇大山 | 〈劍潭〉                         | 莫問荷蘭人，牛皮地已亡。         | 《婆娑洋集》     |
| 蘇大山 | 〈赤嵌城〉                       | 萬里飛來鑿空船，手剪牛皮量山川。 | 《婆娑洋集》     |
| 連震東 | 〈赤嵌樓〉                       | 牛皮地借金城固，鹿耳潮高鐵艦來。 | 《臺灣詩薈》     |

以荷蘭人騙臺灣原住民的版本在文獻資料中最多，多達二十幾種版本，成為臺灣版牛皮割地最終說法，所騙的土地，有傳說指的是普羅岷西亞城，有認為是熱蘭遮城。1928年，伊能嘉矩的《臺灣文化志》就指出此版本似乎是根源迦太基建國神話。他另外提到印尼有傳說是荷蘭人到蘇拉威西島向國王要求一片銅大小的地，王承諾後，荷蘭人就將銅拉成細線。後來一些作家、學者也懷疑此事為傳說而非史實，如賴和〈台南雜感〉寫：「牛皮借地難傳信，鴨母稱王亦豈真。」；蘇同炳判斷是跟西班牙人在菲律賓借牛皮地的故事相混，輾轉訛傳，與臺灣無涉；婁子匡曾將此版本與華東地區傳說作比較，發現兩者都有，而蒲松齡在《聊齋》寫成同型異式的〈紅毛氈〉。〈紅毛氈〉是將牛皮改為氈，劇情是荷蘭人去中國騙土地。
西拉雅族新港社的講法是一名荷蘭女子以此詐騙鄭成功，因能繼續留在臺南新港繁衍子孫。
根據荷蘭方面的文獻資料，馬丁努斯·宋克在赤崁對西拉雅族新港社購地建立的普羅岷西亞城，是以十五疋棉布向新港社人換得。
在苗栗縣則有〈六尺布的故事〉，為漢族移民用六尺大的布騙原住民土地的故事。

### 傳教士扮演騙方
近代，在雲南、貴州等中國西南地方一些都有基督教傳教士用牛皮騙地建立教堂的傳說。如法国传教士余伯南（Jules-Etienne Dubernard）进入今德钦县燕门乡茨姑村，以此强占土地建築茨中教堂；光绪六年（1880年），法國传教士铎安国来到攀枝花马上街，向云南官员提出购买一块牛皮大的地皮，以此修建平江天主教堂；從芒康被趕走的法國傅教士逃到盐井县後，向當地領袖巴贡·刚达扎行禮，除要求只要一牛皮大的地外，還要求一牛角多的水，結果把牛皮泡軟剪成細條圈地，把牛角鋸斷盛水，設立了教區；美國永偉里（William Marcus Young）牧師在民國初年向孟连宣抚司署行賄，騙地建造糯福教堂；英国卫理公会传教士柏格理在石门坎以此行騙苗族領袖安荣之建立教堂；美国牧师欧汉逊（O.Hanson）到中国来传教，首先要求缅甸在八莫当给他老水牛皮宽的地方办学，詐騙成功設立景颇族学校等等。
中國於西晉時安法欽譯的《阿育王傳》就有佛教僧侶以神通等方式變大袈裟，覆蓋大量土地，作為建寺的民間傳說。丁乃通根據AT體系出版的《中國民間故事類型索引》在「用牛皮量地」類型又分出AT 2400A，標明中國常見的故事「和尚袈裟的影子量地」。學者認為「和尚袈裟的影子量地」與後來傳來的「用牛皮量地」在中國交融，發生換骨奪胎。
2004年4月，雲南作家毕然從《文學故事報》讀到范稳小說《水乳大地》法國洋傳教士以牛皮騙地建教堂的情節，當即認為該節剽竊於前者的小說《今夜火把到我家》第八章，因而告上法院，結果敗訴。

### 其它傳說舉例
達斡爾族相傳俄國商人以方便棉花貿易為理由，要求一条牛皮大的地段当作路用，清朝大臣同意割讓後，俄人找来一头特大的牛宰殺，将牛皮剥下来割成芨芨草那么细，拉到霍爾果斯河西岸。廊坊市逸話裡，琦善接受洋人行賄，使中國被割據一大片土地。
一位流亡的薩曼王朝王子納斯爾以牛皮之計欺騙喀喇汗國薩圖克·博格拉汗，建立清真寺。阿拉伯世界也流傳相似的傳說。
康定市藏族故事，王后向國王要求牛皮那么大的土地修築佛塔，巧取大量土地建造大佛塔。
兰州市西固区河口村當地傳說一名自稱肅王朱識鋐兒子的张献龙在明朝末年逃到河口村，對當地张家族长说自己要在河口买一块牛皮地，不料，张献龙吩咐家人将牛皮裁成绳条，在河口村中心地段用牛皮绳条围起大圈，从此在河口村扎根。
琉球傳言有功的仲宗根豐見親要求一片牛大的土地作為賞賜，將牛殺了剝皮然後編成細繩，得到宮古島大片土地。
美國民間故事中，美國原住民被歐洲殖民者以牛皮騙而失去大量土地。
也有失敗的例子，在苗族民間故事中，抵抗法軍從北越入侵的项从周識破洋人以牛皮換地的陰謀。